# بخش دیندوری
بخش دیندوری (به انگلیسی: Dindori district) یک منطقهٔ مسکونی در هند است که در Jabalpur division واقع شده‌است. بخش دیندوری ۶٬۱۲۸ کیلومتر مربع مساحت و ۷۰۴٬۵۲۴ نفر جمعیت دارد.